# Appenwihr
Appenwihr es una comuna francesa, situada en el departamento de Alto Rin, en la región  de Alsacia.

## Demografía
| 173 | 183 | 228 | 376 | 417 | 443 |
| Para los censos de 1962 a 1999 la población legal corresponde a la población sin duplicidades (Fuente: INSEE [Consultar]) |     |     |     |     |     |